# 索彭湖
47°5′25″N 8°4′51″E / 47.09028°N 8.08083°E

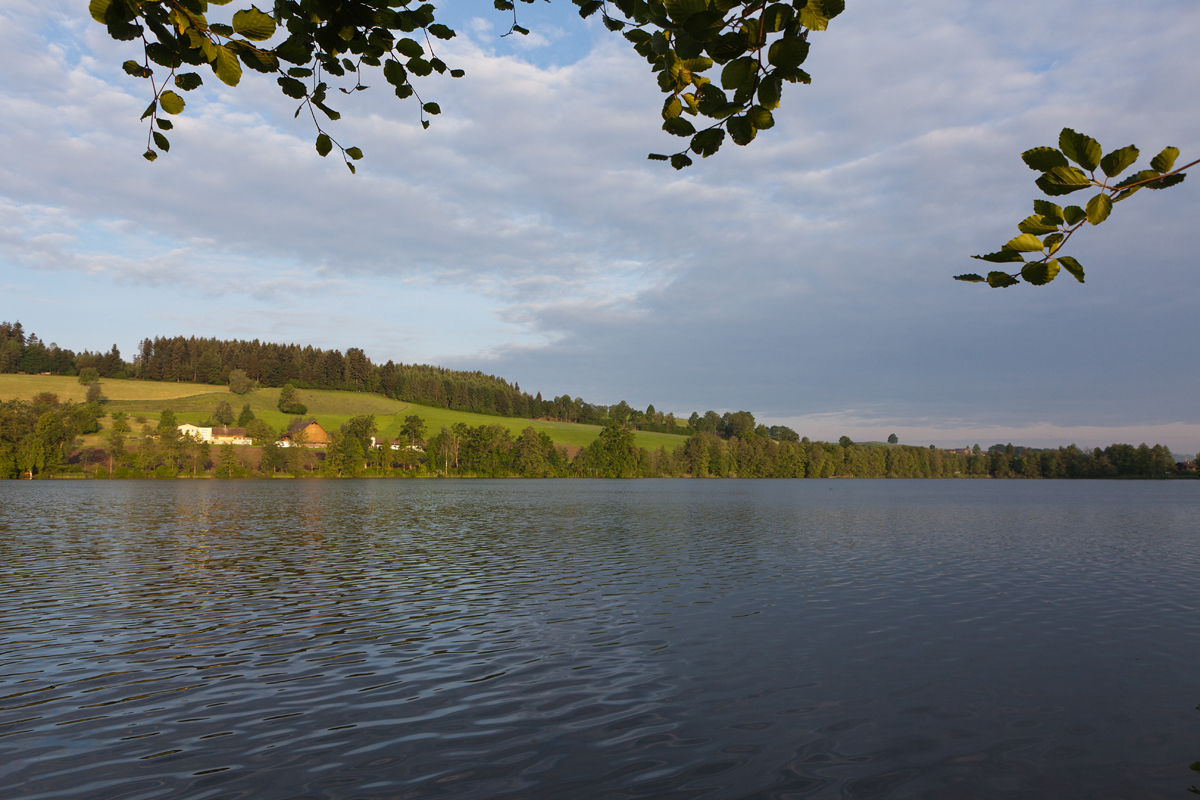

索彭湖（Soppensee），是瑞士的湖泊，位於該國中部，由盧塞恩州負責管轄，處於布蒂斯霍爾茨，長0.8公里、寬0.4公里，面積0.2平方公里，海拔高度596米，最大水深27米。